# 마이클 소마레
마이클 소마레 경(Sir Michael Somare, GCMG, CH, 1936년 4월 9일 ~ 2021년 2월 26일)은 파푸아뉴기니의 정치인이다. 독립 이후 최초의 총리직을 지내어 국부(國父)로 여겨지며, 1975년부터 2011년까지 네번에 걸쳐 임기를 지낸 최장수 총리이기도 하다. 이외에도 외무부 장관, 야당 대표, 동세픽주 지사 등을 역임했다.

## 서훈
- 1978년 컴패니언 오브 아너(Order of the Companions of Honour, CH)
- 1990년 세인트마이클앤드세인트조지 훈장 1등급(GCMG, 작위급 훈장)
파푸아뉴기니는 영국 연방 소속국가 중에서도 영국의 군주를 국가원수로 정하는 영국 연방 왕국을 구성하는 나라이므로, 마이클 소마레는 정식 기사작위를 받은 경우에 해당한다.